# Liste von Beziehungen zwischen Wahrscheinlichkeitsverteilungen
Die nachfolgende Tabelle liefert einen Überblick über die Beziehungen zwischen Wahrscheinlichkeitsverteilungen.
| Beschreibung | Merkhilfe *) |
| --- | --- |
| Das Quadrat einer standardnormalverteilten Zufallsvariable ist Chi-Quadrat-verteilt mit Parameter 1. | {\displaystyle N_{0,1}^{2}=C_{1}}                                                                                               |
| Die Summe unabhängiger Chi-Quadrat-verteilter Zufallsvariablen ist wieder Chi-Quadrat-verteilt. | {\displaystyle C_{k}+C_{l}=C_{k+l}}                                                                                             |
| Die Summe unabhängiger normalverteilter Zufallsvariablen ist wieder normalverteilt. | {\displaystyle N_{\mu _{1},\sigma _{1}^{2}}+N_{\mu _{2},\sigma _{2}^{2}}=N_{\mu _{1}+\mu _{2},\sigma _{1}^{2}+\sigma _{2}^{2}}} |
| Die Summe unabhängiger Poisson-verteilter Zufallsvariablen ist wieder Poisson-verteilt. | {\displaystyle P_{\alpha }+P_{\beta }=P_{\alpha +\beta }}                                                                       |
| Die Summe unabhängiger binomialverteilter Zufallsvariablen mit gleichem Parameter p ist wieder binomialverteilt.                                                                                                 | {\displaystyle B_{m,p}+B_{n,p}=B_{m+n,p}}                                                                                       |
| Die Summe unabhängiger negativbinomialverteilter Zufallsvariablen mit gleichem Parameter p ist wieder negativbinomialverteilt.                                                                                   | {\displaystyle NB_{m,p}+NB_{n,p}=NB_{m+n,p}}                                                                                    |
| Die Summe unabhängiger Erlang-verteilter Zufallsvariablen mit gleichem Parameter {\displaystyle \alpha } ist wieder Erlang-verteilt.                                                                             | {\displaystyle E_{\alpha ,m}+E_{\alpha ,n}=E_{\alpha ,m+n}}                                                                     |
| Die Summe unabhängiger gammaverteilter Zufallsvariablen mit gleichem Parameter b ist wieder gammaverteilt. | {\displaystyle G_{b,p1}+G_{b,p2}=G_{b,(p1+p2)}}                                                                                 |
| Zusammenhang zwischen Erlangverteilung und Exponentialverteilung. | {\displaystyle E_{\alpha ,1}=E_{\alpha }}                                                                                       |
| Zusammenhang zwischen Erlangverteilung und Chi-Quadrat-Verteilung. | {\displaystyle E_{{\frac {1}{2}},n}=C_{2n}}                                                                                     |
| Zusammenhang zwischen Erlangverteilung und Gammaverteilung. (Für ganzzahligen zweiten Parameter stimmt die Gammaverteilung mit der Erlangverteilung überein.)                                                    | {\displaystyle E_{\alpha ,n}=G_{\alpha ,n}}                                                                                     |
| Zusammenhang zwischen Weibull-Verteilung und Exponentialverteilung. | {\displaystyle W_{0,\sigma ,1}=E_{\frac {1}{\sigma }}}                                                                          |
| Sind X und Y unabhängige Zufallsvariable, X standardnormalverteilt und Y {\displaystyle C_{k}}-verteilt, dann ist {\displaystyle {\frac {X}{\sqrt {\frac {Y}{k}}}}} {\displaystyle T_{k}}-verteilt.              | {\displaystyle {\frac {N_{0,1}}{\sqrt {\frac {C_{k}}{k}}}}=T_{k}}                                                               |
| Sind X und Y unabhängige Zufallsvariable, X {\displaystyle C_{m}}-verteilt und Y {\displaystyle C_{n}}-verteilt, dann ist {\displaystyle {\frac {\frac {X}{m}}{\frac {Y}{n}}}} {\displaystyle F_{m,n}}-verteilt. | {\displaystyle {\frac {\frac {C_{m}}{m}}{\frac {C_{n}}{n}}}=F_{m,n}}                                                            |
| Der Logarithmus einer logarithmischnormalverteilten Zufallsvariablen ist normalverteilt. | {\displaystyle \ln(LN_{\mu ,\sigma ^{2}})=N_{\mu ,\sigma ^{2}}}                                                                 |
| Ist Z negativbinomialverteilt mit Parameter 1 und p, so ist Z − 1 geometrisch verteilt mit Parameter p. | {\displaystyle NB_{1,p}-1=G_{p}}                                                                                                |

*) In der Merkhilfe steht zum Beispiel {\displaystyle C_{k}} nicht für die Chi-Quadrat-Verteilung, sondern für eine Zufallsvariable in Chi-Quadrat Verteilung.
Der Unterschied liegt darin, dass etwa die Verteilung der Summe von Zufallsvariablen (sie wird als Faltung der Verteilungen bezeichnet) üblicherweise mit zum Beispiel {\displaystyle C_{k}*C_{l}} ({\displaystyle C_{k},C_{l}} Verteilungen) angeschrieben wird anstatt wie hier mit {\displaystyle C_{k}+C_{l}} ({\displaystyle C_{k},C_{l}} Zufallsvariable).
Der Vorteil der Schreibweise {\displaystyle C_{k}*C_{l}} ({\displaystyle C_{k},C_{l}} Verteilungen) liegt darin, dass sie schon andeutet, welche Operation auf die Verteilungsfunktionen anzuwenden ist, um die Verteilung der Summe zu erhalten.
Der Vorteil der Schreibweise {\displaystyle C_{k}+C_{l}} ({\displaystyle C_{k},C_{l}} Zufallsvariable) liegt darin, dass sie angibt, welche Operation ursprünglich auf die Zufallsvariable gewirkt hat.
Das Zeichen „=“ steht für „hat gleiche Verteilung wie“.
Diejenigen Zufallsvariablen, die auf der linken Seite des Gleichheitszeichens stehen, seien stets vollständig unabhängig voneinander.
Aus den oben angeführten Regeln folgt zum Beispiel (in „Merkhilfe“-Notation): {\displaystyle N_{0,1}^{2}+N_{0,1}^{2}=C_{1}+C_{1}=C_{2}=E_{{\frac {1}{2}},1}=E_{\frac {1}{2}}}.
Man beachte, dass dabei die erste Zufallsvariable {\displaystyle N_{0,1}\,} von der zweiten Zufallsvariablen {\displaystyle N_{0,1}\,} unabhängig sein muss. Wenn man stattdessen beide Male dieselbe Zufallsvariable verwendet, wenn man also {\displaystyle 2\cdot N_{0,1}^{2}} berechnet, ist das Ergebnis ein anderes!